# Margherita Gonzaga (duchessa di Ferrara)
Margherita Gonzaga (Mantova, 27 maggio 1564 – Mantova, 6 gennaio 1618) è stata una nobile del Ducato di Mantova e terza moglie del duca Alfonso II d'Este.

## Biografia
Era figlia di Guglielmo Gonzaga duca di Mantova e di Eleonora d'Austria, figlia dell'imperatore Ferdinando I d'Asburgo.
Sposò a Ferrara il 24 febbraio 1579 Alfonso II d'Este, divenuto duca di Ferrara, Modena e Reggio nel 1559.
Alfonso era stato sposato già due volte, nel 1558 con Lucrezia de' Medici, figlia di Cosimo I, e nel 1565 con Barbara d'Austria, figlia di Ferdinando I d'Asburgo, rimanendo vedovo e senza figli entrambe le volte.
Avendo ricevuto una bolla da Pio V nel 1567 in cui veniva incalzato ad avere figli legittimi, se non voleva che gli Este perdessero il Ducato di Ferrara, Alfonso fu spinto a un terzo matrimonio. Per Guglielmo, padre della sposa, il matrimonio significava rinnovare un'antica alleanza con il Ducato di Ferrara, anche in vista delle mire espansionistiche del Granducato di Toscana nei confronti di ducati minori come quelli di Mantova, Ferrara e Parma. A questo matrimonio Guglielmo ne fece infatti seguire un altro nel 1581: quello tra il suo primogenito Vincenzo e Margherita Farnese, figlia di Alessandro.

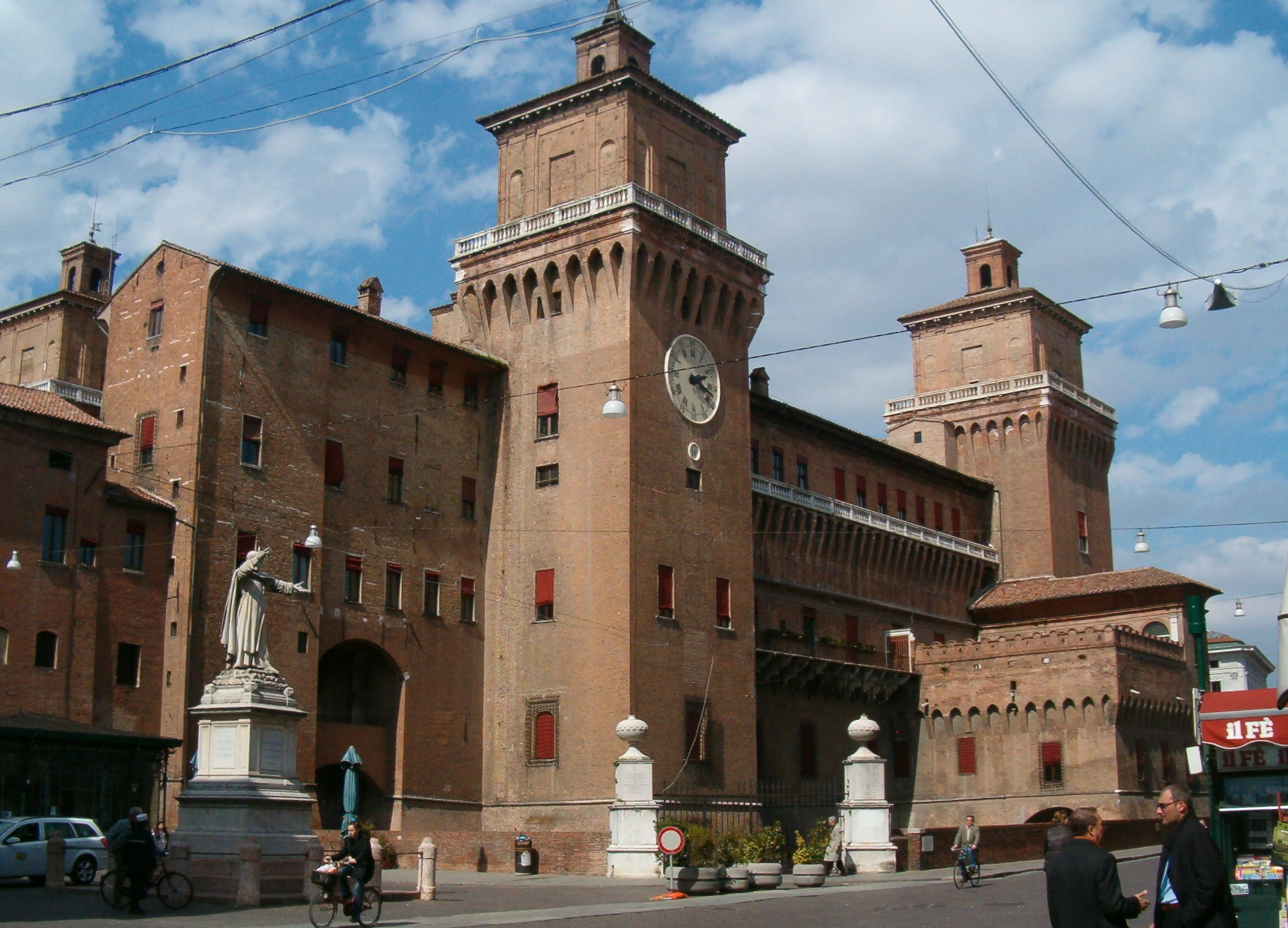
Ferrara, il Castello Estense.

Presso la corte estense Margherita, amante della musica, aveva dato il via al balletto delle donne e al concerto delle donne. Si circondò di dame letterate, come Tarquinia Molza, poetessa e musicista.
Anche con il terzo matrimonio, però, Alfonso rimase senza eredi legittimi. Gli sforzi del duca di evitare l'annessione del ducato, feudo della chiesa, alla Santa Sede, come la partecipazione alla crociata contro i turchi, risultarono vani: alla sua morte nel 1597 Papa Clemente VIII non riconobbe la successione di Cesare d'Este, discendente da un figlio naturale di Alfonso I d'Este.

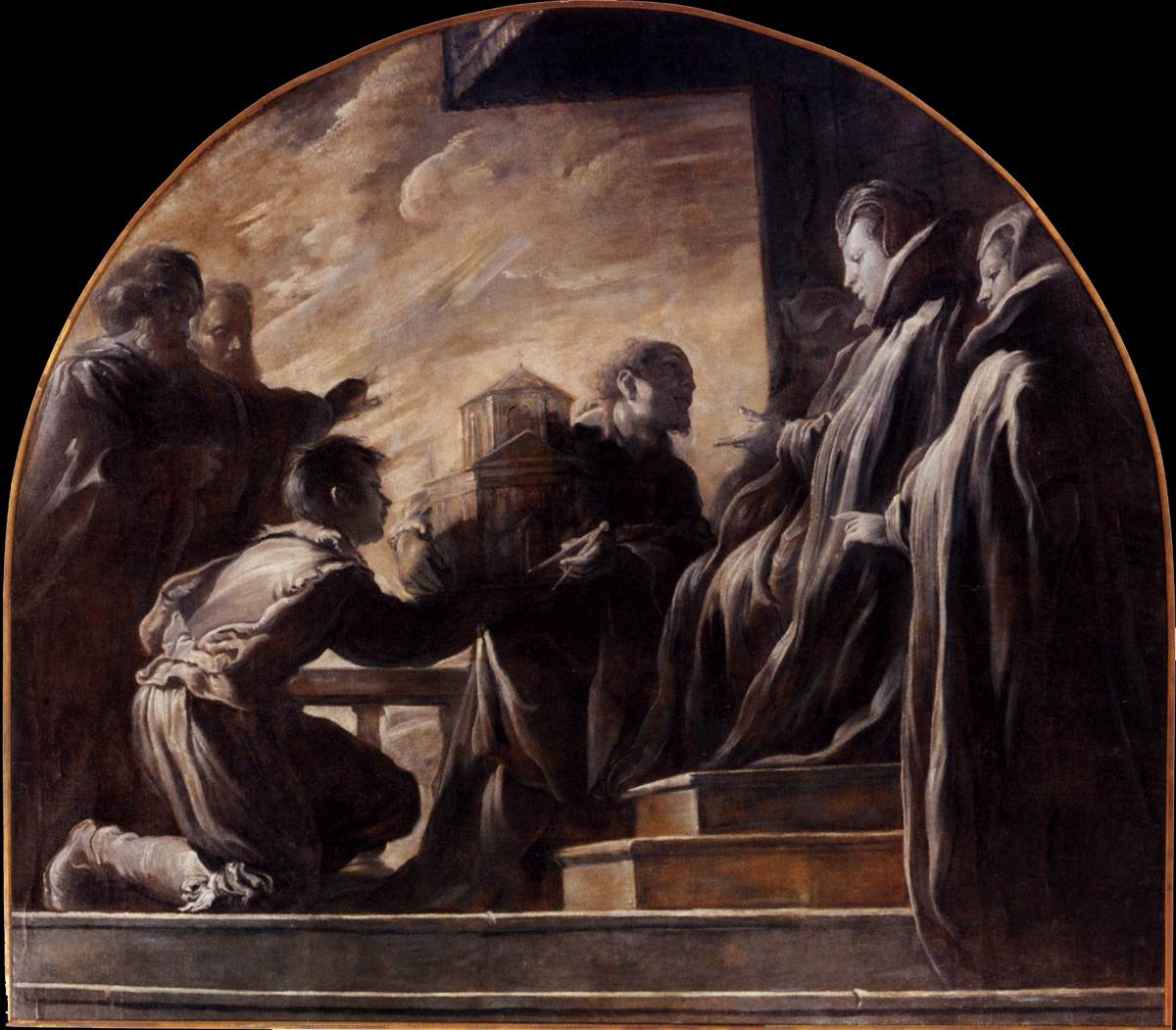
Margherita Gonzaga riceve il modello della chiesa di Sant'Orsola.

Tuttavia, gran parte del palazzo ducale e del giardino annesso rimasero di proprietà degli Este e quindi di Margherita. La corte tuttavia dovette trasferirsi a Modena, nel cui ducato gli Este continuarono a rimanere al governo per varie generazioni.
Ormai vedova, Margherita rientrò a Mantova, ma non trovò spazio per le sue mire politiche all'interno della corte gonzaghesca del fratello Vincenzo I, duca di Mantova  e Monferrato. Compensò le sue ambizioni dedicandosi alle attività filantropiche, già intraprese a Ferrara. Quindi, il 31 ottobre 1599 fondò il monastero di Sant'Orsola, che divenne una corte parallela a quella ducale, dedicata alla devozione religiosa e al prestigio personale, celebrando entrambe attraverso la committenza artistica, in particolare con le opere pittoriche della suora Lucrina Fetti, sorella di Domenico Fetti, pittore della corte di duca Ferdinando Gonzaga.

## Ascendenza
|                        |                     |                             | Genitori                     |  |  | Nonni |  |  | Bisnonni             |  |  | Trisnonni          |  |
|                        |                     |                             |                              |  |  |       |  |  | Francesco II Gonzaga |  |  | Federico I Gonzaga |  |
|                        |                     |                             |                              |  |  |       |  |  | Francesco II Gonzaga |  |  | Federico I Gonzaga |  |
|                        |                     | Margherita di Baviera       |                              |  |  |       |  |  | Francesco II Gonzaga |  |  |                    |  |
| Federico II Gonzaga    |                     |                             |                              |  |  |       |  |  | Francesco II Gonzaga |  |  |                    |  |
|                        |                     | Isabella d'Este             | Ercole I d'Este              |  |  |       |  |  |                      |  |  |                    |  |
|                        |                     | Isabella d'Este             | Ercole I d'Este              |  |  |       |  |  |                      |  |  |                    |  |
|                        |                     | Isabella d'Este             | Eleonora d'Aragona           |  |  |       |  |  |                      |  |  |                    |  |
| Guglielmo Gonzaga      |                     | Isabella d'Este             |                              |  |  |       |  |  |                      |  |  |                    |  |
|                        |                     | Guglielmo IX del Monferrato | Bonifacio III del Monferrato |  |  |       |  |  |                      |  |  |                    |  |
|                        |                     | Guglielmo IX del Monferrato | Bonifacio III del Monferrato |  |  |       |  |  |                      |  |  |                    |  |
|                        |                     | Guglielmo IX del Monferrato | Maria Branković              |  |  |       |  |  |                      |  |  |                    |  |
| Margherita Paleologa   |                     | Guglielmo IX del Monferrato |                              |  |  |       |  |  |                      |  |  |                    |  |
|                        |                     | Anna d'Alençon              | Renato d'Alençon             |  |  |       |  |  |                      |  |  |                    |  |
|                        |                     | Anna d'Alençon              | Renato d'Alençon             |  |  |       |  |  |                      |  |  |                    |  |
|                        |                     | Anna d'Alençon              | Margherita di Lorena         |  |  |       |  |  |                      |  |  |                    |  |
| Margherita Gonzaga     |                     | Anna d'Alençon              |                              |  |  |       |  |  |                      |  |  |                    |  |
|                        | Filippo I d'Asburgo | Massimiliano I d'Asburgo    |                              |  |  |       |  |  |                      |  |  |                    |  |
|                        | Filippo I d'Asburgo | Massimiliano I d'Asburgo    |                              |  |  |       |  |  |                      |  |  |                    |  |
|                        | Filippo I d'Asburgo | Maria di Borgogna           |                              |  |  |       |  |  |                      |  |  |                    |  |
| Ferdinando I d'Asburgo | Filippo I d'Asburgo |                             |                              |  |  |       |  |  |                      |  |  |                    |  |
|                        |                     | Giovanna di Castiglia       | Ferdinando II d'Aragona      |  |  |       |  |  |                      |  |  |                    |  |
|                        |                     | Giovanna di Castiglia       | Ferdinando II d'Aragona      |  |  |       |  |  |                      |  |  |                    |  |
|                        |                     | Giovanna di Castiglia       | Isabella di Castiglia        |  |  |       |  |  |                      |  |  |                    |  |
| Eleonora d'Austria     |                     | Giovanna di Castiglia       |                              |  |  |       |  |  |                      |  |  |                    |  |
|                        |                     | Ladislao II di Boemia       | Casimiro IV di Polonia       |  |  |       |  |  |                      |  |  |                    |  |
|                        |                     | Ladislao II di Boemia       | Casimiro IV di Polonia       |  |  |       |  |  |                      |  |  |                    |  |
|                        |                     | Ladislao II di Boemia       | Elisabetta d'Asburgo         |  |  |       |  |  |                      |  |  |                    |  |
| Anna Jagellone         |                     | Ladislao II di Boemia       |                              |  |  |       |  |  |                      |  |  |                    |  |
|                        |                     | Anna di Foix-Candale        | Gastone II di Foix-Candale   |  |  |       |  |  |                      |  |  |                    |  |
|                        |                     | Anna di Foix-Candale        | Gastone II di Foix-Candale   |  |  |       |  |  |                      |  |  |                    |  |
|                        |                     | Anna di Foix-Candale        | Caterina di Navarra          |  |  |       |  |  |                      |  |  |                    |  |
|                        |                     | Anna di Foix-Candale        |                              |  |  |       |  |  |                      |  |  |                    |  |